# Bierry-les-Belles-Fontaines
Bierry-les-Belles-Fontaines es una localidad y comuna francesa situada en la región de Borgoña, departamento de Yonne, en el distrito de Avallon y cantón de Guillon.

## Demografía
| 779 | 857 | 850 | 832 | sin datos | sin datos | sin datos | sin datos | sin datos | 736 | sin datos | sin datos | 631 | 661 | 673 | 640 | 574 | 579 | 510 | 486 | 380 | 428 | 426 | 418 | 386 | 342 | 320 | 291 | 255 | 211 | 197 | 229 | 227 |
| Para los censos de 1962 a 1999 la población legal corresponde a la población sin duplicidades (Fuente: INSEE [Consultar]) |     |     |     |           |           |           |           |           |     |           |           |     |     |     |     |     |     |     |     |     |     |     |     |     |     |     |     |     |     |     |     |     |